# Dacrydium ericoides
Dacrydium ericoides är en barrträdart som beskrevs av De Laub.. Dacrydium ericoides ingår i släktet Dacrydium, och familjen Podocarpaceae. Inga underarter finns listade i Catalogue of Life.